# Lavender
Lavender – siódmy singel zespołu Marillion.

## Lista utworów
1. Lavender
2. Freaks
3. Lavender Blue (demo utworu Lavender)